# تیتی کامارا
تیتی کامارا (انگلیسی: Titi Camara؛ زادهٔ ۱۷ نوامبر ۱۹۷۲) بازیکن فوتبال اهل گینه است.
از باشگاه‌هایی که در آن بازی کرده‌است می‌توان به باشگاه ورزشی السیلیه، باشگاه فوتبال المپیک مارسی، باشگاه فوتبال الاتحاد، باشگاه فوتبال لیورپول، باشگاه فوتبال سن-اتین، باشگاه فوتبال وستهام یونایتد، باشگاه فوتبال لن، باشگاه فوتبال آمیان، باشگاه فوتبال الاهلی عربستان سعودی، و تیم ملی فوتبال گینه اشاره کرد.